# Acta Senatus
Acta Senatus или Commentarii Senatus — публикация протоколов о работе Сената.
Регулярно вести и публиковать протоколы Сената начали в год первого консульства Юлия Цезаря, то есть 59 году до н. э., с целью развеять завесу тайны, которая окружала сенаторов. Подобные протоколы вели, а иногда и публиковали и ранее, но только по приказу Цезаря это начали делать на регулярной основе. Первоначально протоколы публиковались под названием «Acta diurna senatus ас populi» («Ежедневные протоколы сената и римского народа»), позже произошло разделение на Acta diurna и Acta Senatus. В отличие от «Acta diurna», которые распространялись по всему Риму, «Acta senatus» вывешивались на форуме. В 15 году император Тиберий, возмутившись критикой в свой адрес, запретил обнародовать «Acta senatus», что можно считать первым в истории журналистики запрещением периодического издания и одним из первых в западном мире проявлений цензуры (Светоний, «Жизнь двенадцати цезарей», 36). Протоколы Сената по-прежнему составлялись, но для ознакомления с ними теперь требовалось специальное разрешение от городского префекта.
До Цезаря ведением протоколов занимались несколько сменявших друг друга сенаторов, которых выбирал для этого председательствующий на данный момент консул. В имперскую эпоху эта обязанность, называемая cura actorum (отсюда a cura actorum или ab actis senatus) возлагалась императором на одного из сенаторов на постоянной основе (Тацит, «Анналы». V. 4). Сначала записывались только принятые решения (senatus consulta, decreta, auctoritates), со временем в протоколы стали вносить мнения главных ораторов, а иногда и показания свидетелей. Первоначально «Acta Senatus» хранились в храме Цереры, позднее в римском казначействе (лат. aerarium Saturni), а также в публичных библиотеках, где читать их можно было лишь с особого разрешения.